# 최지현 (앵커)
최지현(1972년 ~ )은 대한민국의 앵커, 아나운서이다.

## 학력
- 충북대학교 경영학과 박사과정 수료
- 중앙대학교 신문방송대학원 졸업

## 경력
- CJB 청주방송 아나운서

## 수상
- 한국보건복지부 인력개발원 장려상

## 진행 프로그램
- CJB 뉴스 (1020)
- CJB 장학퀴즈
- 최지현의 11시엔 OST